# クラウス・ヴュストホーフ
クラウス・ヴュストホーフ（Klaus Wüsthoff, 1922年7月1日 - ）は、ドイツの作曲家。

## 略歴
ベルリン出身。第二次世界大戦中にソビエト連邦軍の捕虜となり、収容所で作曲家のハンス・フォークトから対位法を学んだ。1949年に帰国し、ベルリン音楽大学（現在のベルリン芸術大学）でボリス・ブラッハーに師事した。1953年から1959年まで西ベルリンのRIAS（アメリカ軍放送局）のダンス音楽部門の長を務め、前衛的なジャズやクラシックのコンサートシリーズを企画した。その後はフリーランスの作曲家として活動し、テレビやラジオの音楽教育番組にも出演した。
作品には室内オペラ、7つのミュージカル、35の管弦楽曲、合唱曲、室内楽曲、吹奏楽曲、マンドリンオーケストラ曲、ジャズ曲、映画音楽などがある。それらの作品は芸術音楽と商業音楽の双方にまたがったものである。
第2ドイツテレビのニュース番組『heute』(ホイテ((日本語で今日))のテーマ曲「Fanfare
-Blues」を作曲。放送開始の1963年からレンジしつつ2009年まで長きに渡り使われた。

## 主な作品
- アルペジオ協奏曲 - ハープとオーケストラのための
- コラージュ - ギターとオーケストラのための
- サンバ協奏曲 - 3台のギターとマンドリンオーケストラのための
- ロシア幻想曲 - ピアノとオーケストラのための
- ヨーロッパ協奏曲 - ピアノとオーケストラのための
- スラブのリズム - マンドリンオーケストラとパーカッションのための
- クリスマス・カンタータ